# Пирамида G1-d
G1-d (также G1d, G1 d, GId) — одна из четырёх пирамид-спутниц пирамиды Хеопса. Расположена на территории восточных гробниц с восточной стороны пирамиды Хеопса в Некрополе Гизы. Пирамида в разрушенном состоянии, её руины находятся между пирамидой Хеопса и пирамидой G1-c. Построена во времена IV династии. Открыта в 1993 году.
На месте руин пирамиды находилась структура в форме буквы U. Во время раскопок вблизи пирамиды был обнаружен пирамидион, сделанный из известняка, это был пирамидион с вершины Розовой пирамиды в Дахшуре. Пирамидион был оставлен на прежнем месте. Размер основания пирамиды 21,75 м. На одном из южных блоков пирамиды была найдена надпись, выполненная красной краской: imy rsy S3, что означает «на южной стороне». По мнению египтологов это был инструктаж, указывающий, для какой из сторон пирамиды предназначался блок. Кому предназначалась пирамида, в настоящий момент неизвестно. По версии некоторых египтологов, пирамиду могли построить для Ка Хеопса, другие считают, что она могла быть использована во время празднеств Хеб-сед.

## Галерея
- Общий план, на котором указано месторасположение пирамиды
- План восточных гробниц
- Пирамидион Розовой пирамиды